# نیو انگلند
نیو اِنگْلَند به معنای اِنگِلسْتان نو (به انگلیسی: New England) ناحیه‌ای از مناطق جغرافیایی و فرهنگی ایالات متحده آمریکا واقع در شمال شرق این کشور که متشکل از شش ایالت رود آیلند، کنتیکت، ورمانت، ماساچوست، مین و نیوهمپشر است.

## جغرافیا
نیواینگلند به عنوان کوچک‌ترین بخش در تقسیم‌بندی جغرافیایی ایالات متحده آمریکا، دشت‌ها و مزارع حاصلخیز و آب و هوای معتدلی ندارد، با این حال نقشی برجسته در تاریخ آمریکا ایفا نموده‌است. از قرن هفدهم تا قرن نوزدهم، نیوانگلند مرکز ادبی و اقتصادی آمریکا بود.

## تاریخچه و سیاست
مهاجران اولیه‌ای که به نیوانگلند آمدند، پروتستانهای محافظه کار انگلیسی (پیوریتن‌ها) بودند که در جستجوی آزادی مذهبی، از کشورشان مهاجرت کرده بودند. آن‌ها قالب بندی سیاسی خاصی را به این منطقه دادند – انجمن شهر که توسط سالخوردگان و کلیسا اداره می‌شد، محلی بود که شهروندان در آن جمع می‌شدند تا مسائل و موضوعات مختلف را به بحث بگذارند. البته تنها مردان متشخص و متمول اجازه رأی داشتند. این جلسات انجمن شهر، باعث نفوذ و همکاری گسترده اهالی نیواینگلند در امور سیاسی و دولتی شد. امروزه هنوز هم این جلسات در بسیاری از شهرهای ایالات نیوانگلند برگزار می‌شود، البته با این تفاوت که اکنون زنان هم می‌توانند در این جلسات شرکت کنند.

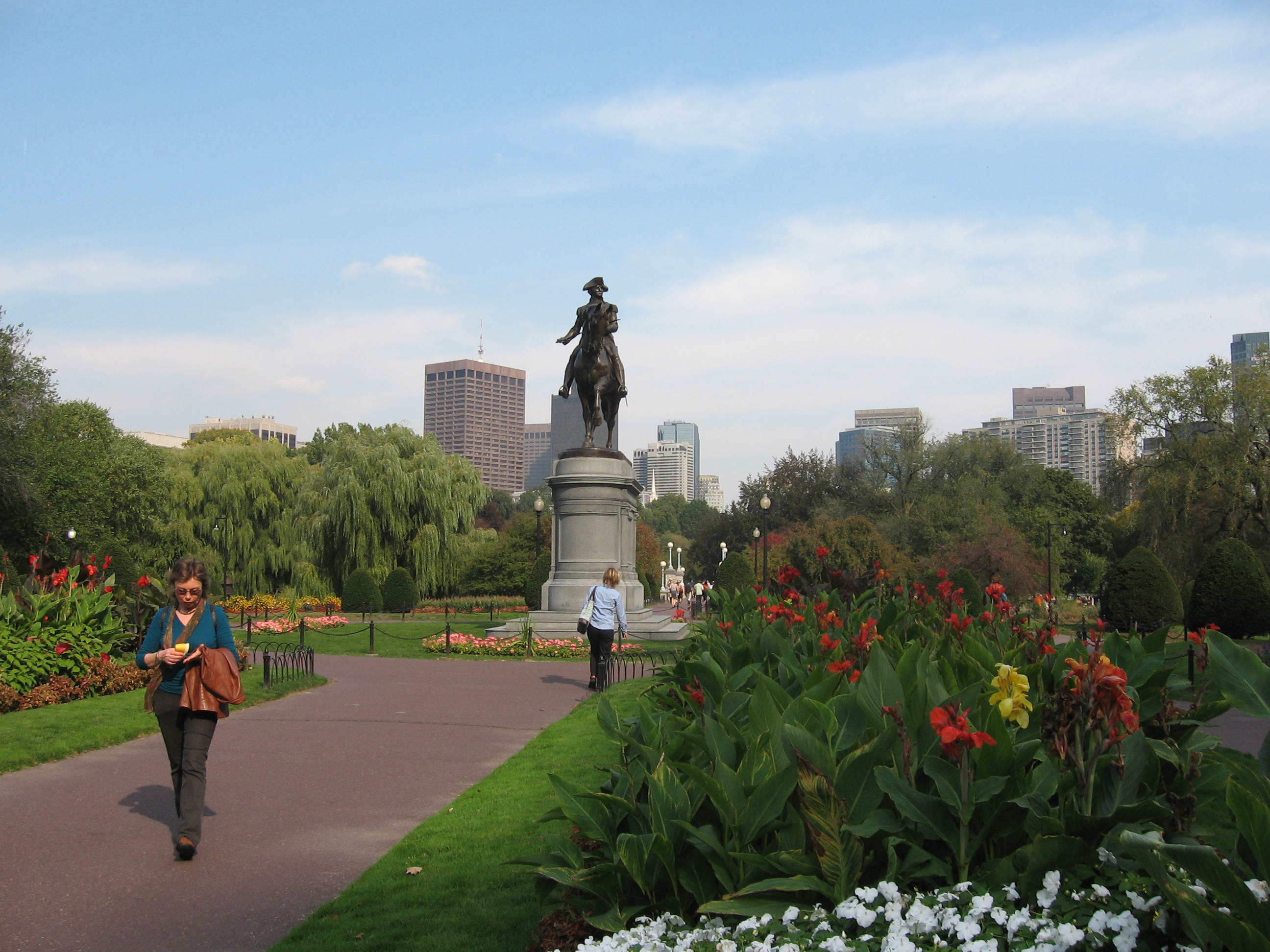
بوستان عمومی شهر بوستون

## صنعت و اقتصاد
به علت طبیعت کوهستانی و غیر حاصلخیز نیوانگلند، کشاورزی و مزرعه داری در این ایالات، بر خلاف ایالات جنوبی، غیرممکن بود. به همین علت از سال ۱۷۵۰ به بعد ساکنان نیوانگلند برای امرار معاش به حرفه‌های دیگر روی آوردند و کشتی سازی، ماهیگیری، تجارت و بازرگانی تبدیل به فعالیت‌های اصلی اهالی نیوانگلند شد. در زمینه تجارت و بازرگانی، اهالی نیوانگلند خصوصیات بارزی مانند سخت کوشی و پشتکار، زیرکی، تدبیر و صرفه جویی و ابتکار و خلاقیت از خود نشان دادند. با آمدن انقلاب صنعتی به آمریکا در نیمه اول قرن نوزدهم، این خصوصیات و استعداد مردم نیوانگلند در تجارت سبب شد تا در شهرهای ماساچوست، کانکتیکت و رودآیلند، کارخانه‌های متعددی برای تولید انواع کالاها مانند پارچه، تفنگ و ساعت تأسیس شود. شهر بوستون به عنوان مرکز اقتصادی نیوانگلند، تأمین‌کننده سرمایه اصلی جهت راه‌اندازی این صنایع بود.
در سال‌های اخیر، اکثر کارخانه جات و صنایع از این منطقه پرجمعیت، به ایالت‌ها و کشورهای دیگر که هزینه تولید در آن‌ها پایین‌تر است، منتقل شده‌اند. با این حال به علت وجود صنایع میکروالکترونیک، کامپیوتر و بیوتکنولوژی و هم چنین دانشگاه‌های معروف، خدمات مالی و بانکی مناسب، توریسم و داروسازی در این مناطق، باعث رشد و قدرت اقتصادی نیواینگلند شده‌است.

## فرهنگ
نیواینگلند از نظر فرهنگی بسیار پیشرو و مترقی می‌باشد. وجود موسساتی هم چون ارکستر سمفونی بوستون و موزه هنرهای زیبا، به این ناحیه بار فرهنگی بالایی داده‌است. از نظر علمی و دانشگاهی نیز نیوانگلند جزو برترین مناطق آمریکا می‌باشد. شماری از برجسته‌ترین و بانفوذترین دانشگاه‌ها و کالج‌های دنیا در این منطقه هستند. دانشگاه‌هایی مانند هاروارد، ییل، براون، دارتموث، ولسلی، اسمیت، ام تی هالیوک، ویلیامز، امهرست و وسلیان شماری از دانشگاه‌های نیواینگلند می‌باشند.

### ادبیات
از آثار ادبی مشهور نیواینگلند می‌توان به کتاب‌های والدن و زندگی در بیشه زار اثر تورو اشاره کرد. امیلی دیکنسون و رابرت فراست نیز اهل نیواینگلند بودند. هریت بیچر استو، نویسنده کتاب معروف کلبه عمو تام، که تأثیر بزرگی بر جنبش آزادی بردگان داشت، نیز از نیواینگلند بود.

## معماری
از زمانی که برخی از ساکنان اصلی نیوانگلند به مرور زمان، به غرب مهاجرت کردند، مهاجران جدیدی از کانادا، ایرلند، ایتالیا و اروپای شرقی به نیوانگلند آمدند. اما علی‌رغم این جابجایی جمعیت، روح و جوهره اصلی معماری در نیوانگلند تغییری نکرده‌است. این موضوع را هنوز می‌توان در خانه‌های چوبی، برج‌های کلیسای سفید و چراغ‌های دریایی که در سرتاسر سواحل اقیانوس اطلس به چشم می‌خورند، مشاهده کرد.